# Johannes Hellmann

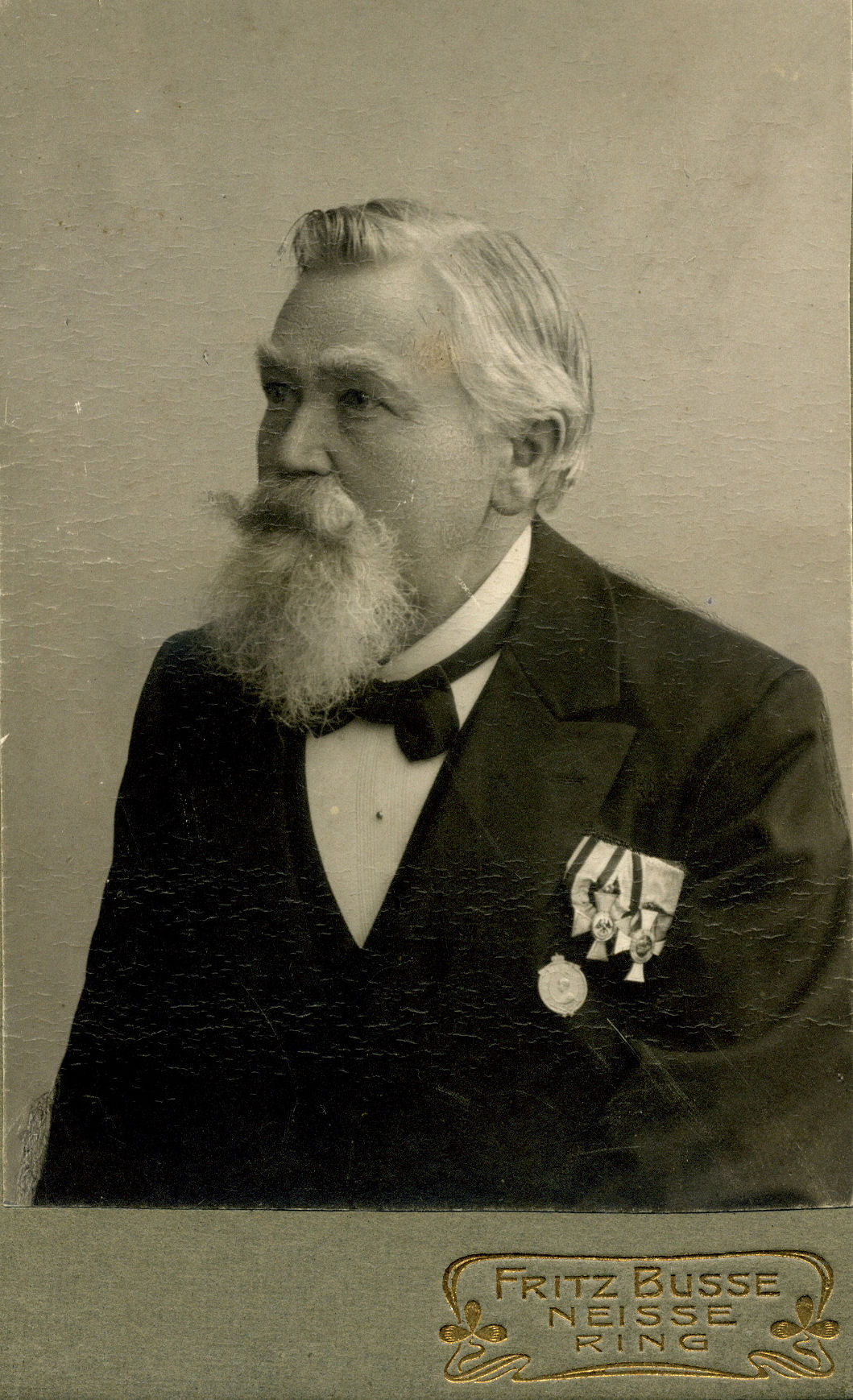
Porträtfoto von Johannes Hellmann

Johannes Joseph Conrad Hellmann (* 12. August 1840 in Zauditz, Landkreis Ratibor; † 25. September 1924 in Neisse) war ein deutscher Jurist, Verwaltungsbeamter und Vorsitzender des Provinzial-Verbandes der Feuerwehren Schlesiens. Hellmann wird als Vater der Feuerwehren Schlesiens bezeichnet und wurde zum Ehrenbürger der Stadt Neisse ernannt. Ihm zu Ehren wurde im Jahr 1920 die Hellmann-Medaille herausgegeben, die seit 2011 – und zwar nun mit einer Beschriftung in polnischer Sprache – erneut als oberschlesische Auszeichnung verliehen wird.

## Leben und Wirken
Hellmann wuchs in Ratibor auf und besuchte dort das Königliche Gymnasium. Nach dem Abitur im März 1862 studierte er bis 1865 in Breslau Rechtswissenschaften und Kameralwissenschaften. Während seines Studiums wurde er 1862 Mitglied der Burschenschaft Raczeks Breslau. Im Anschluss absolvierte er eine Ausbildung als Gerichtsreferendar beim Appellgericht in Ratibor. In Oppeln bestand Hellmann das Examen als Regierungs-Referendar und arbeitete bis zum Frühjahr 1869 in der Verwaltung des Regierungsbezirks. Am 1. April 1869 wurde Hellmann zum 2. Bürgermeister der Stadt Gleiwitz gewählt. Während seiner Amtszeit gründete er die Freiwillige Feuerwehr Gleiwitz und somit die erste Freiwillige Feuerwehr in Schlesien. Sie ging aus dem Rettungs- und Turnverein hervor und setzte Hellmann als Vorsitzenden ein. Am 8. August 1873 wurde Hellmann zum Stadtsyndikus (Rechtsdezernent) in Neisse gewählt. Dort gründete er ebenfalls eine Freiwillige Feuerwehr. Als Stadtsyndikus von Neisse wurde Hellmann zwei weitere Male wiedergewählt. Am 2. November 1876 ernannte man ihn zum Ehrenvorsitzenden der Freiwilligen Feuerwehr Neisse. Am 1. April 1907 trat er aus dem Dienst der Stadt aus und verabschiedete sich in den Ruhestand.
Im Juni 1886 wurde Hellmann auf dem 13. Verbandstag in Frankenstein in den Vorstand des Provinzialverbandes der Feuerwehren Schlesiens gewählt. 1902 erhielt Hellmann den Roten Adlerorden 4. Klasse, 1907 den Kronenorden 3. Klasse, am 20. April 1909 das Feuerwehr-Erinnerungsabzeichen und 1913 den Roten Adlerorden 3. Klasse mit Schleife. Beim 25. Schlesischen Feuerwehrtag am 12. August 1920 (in Neisse) legte Hellmann den Vorsitz über den Provinzial-Verband der Feuerwehren Schlesiens nieder.

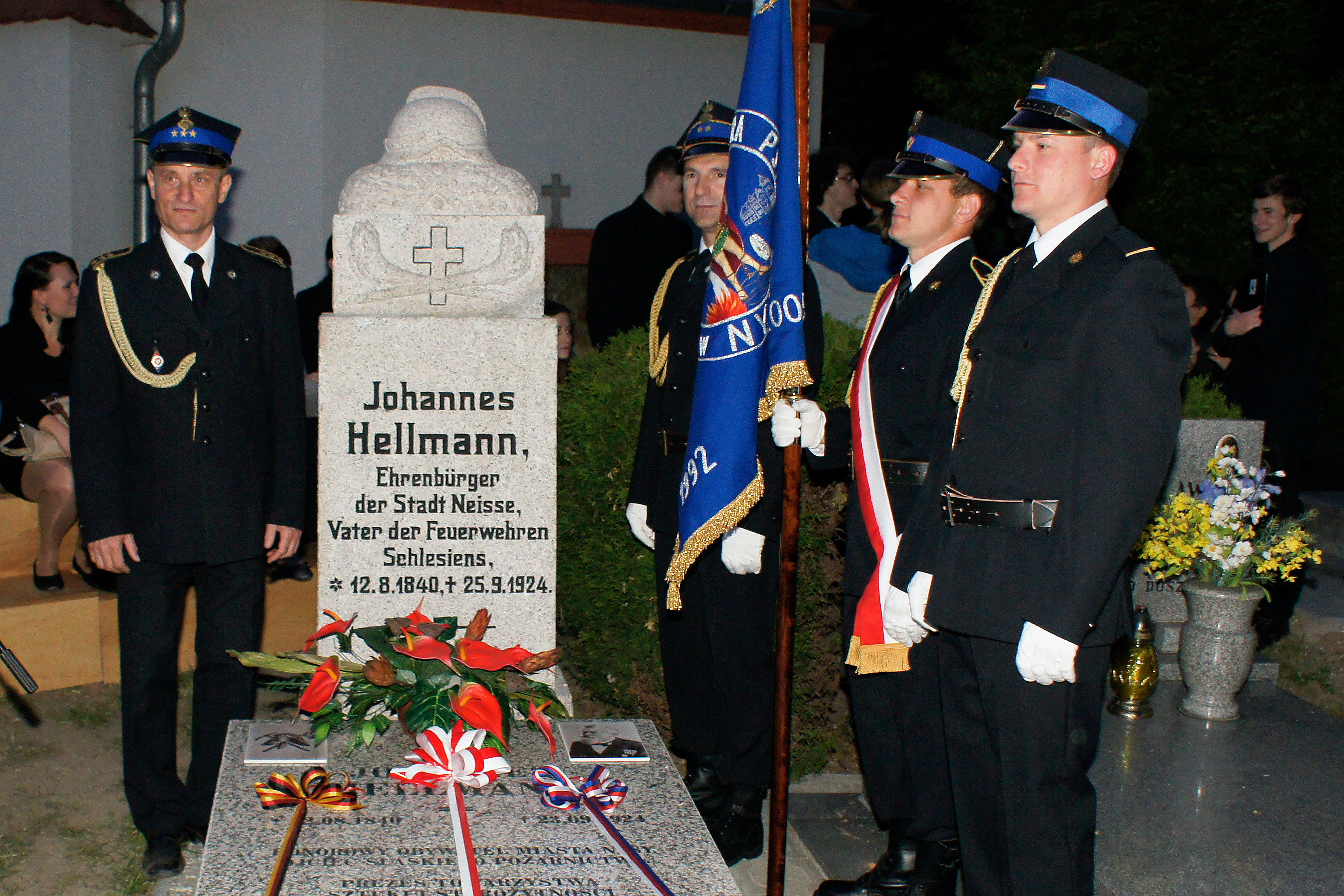
Einweihung des Ehrengrabs in Neisse am 25. Mai 2012

Johannes Hellmann verstarb am 25. September 1924 in Neisse und wurde am 29. September auf dem dortigen Rochusfriedhof beigesetzt. Nach dem Ende des Zweiten Weltkrieges gerieten Johannes Hellmann und sein Wirken für die schlesische Feuerwehr in Vergessenheit. Erst als Rudolf Hyla von der Freiwilligen Feuerwehr in Schemrowitz/Szemrowice (Woiwodschaft Oppeln/Opole) im Jahre 2008 eine Gedenkmünze mit Hellmanns Bild und einer polnischen Beschriftung herausgab, fing man an, sich wieder an ihn zu erinnern.
2011 wurden Teile seines Grabmals auf dem inzwischen aufgelassenen Rochusfriedhof wieder aufgefunden. 2012 wurde das Grab zum Jerusalemer Friedhof in Neisse umgesetzt und dort unter großer Beteiligung von Vertretern der Stadt, der Feuerwehr und der Bevölkerung wieder als Ehrengrab geweiht.

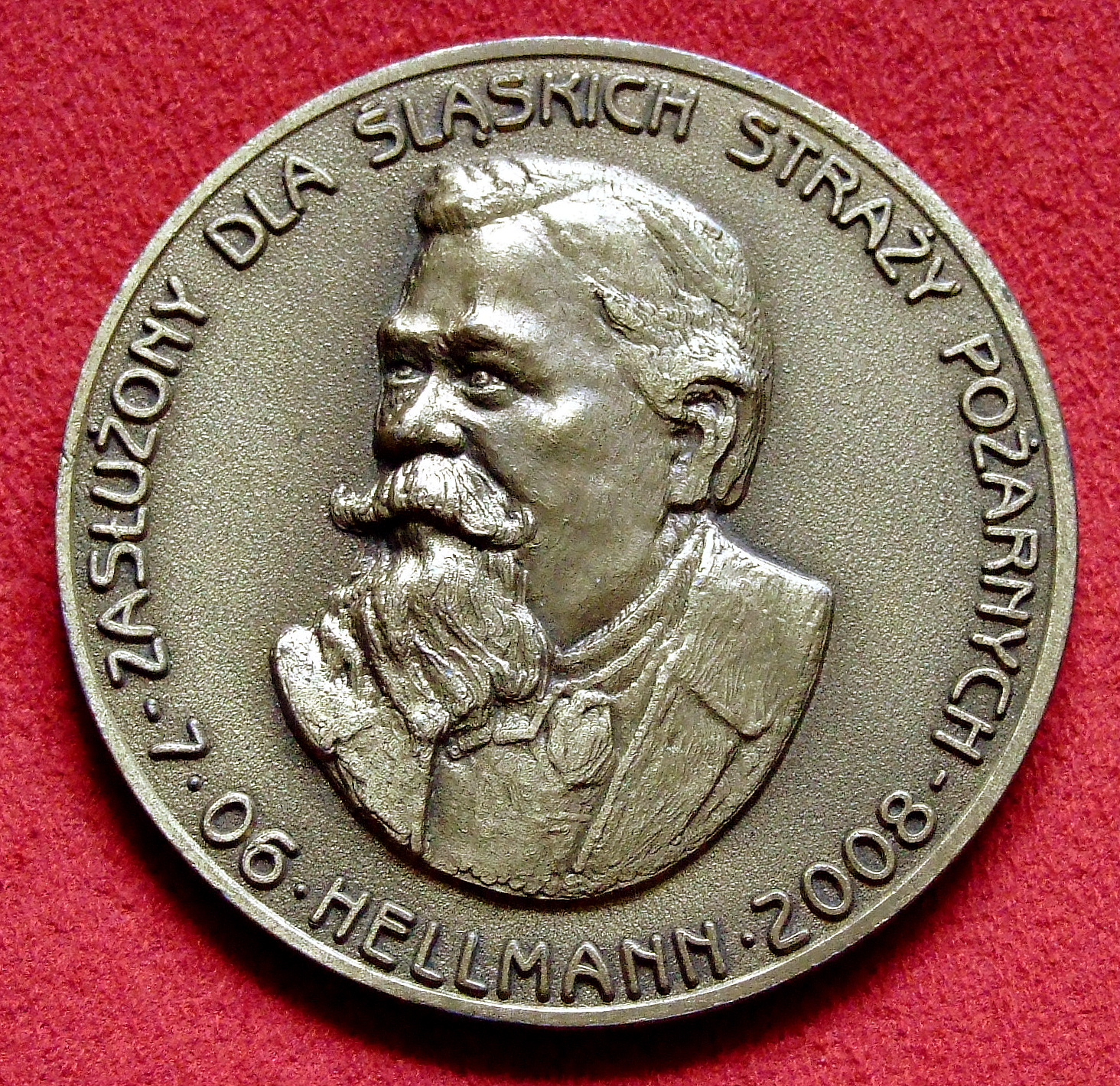
Gedenkmünze Johannes Hellmann 2008, Vorderseite

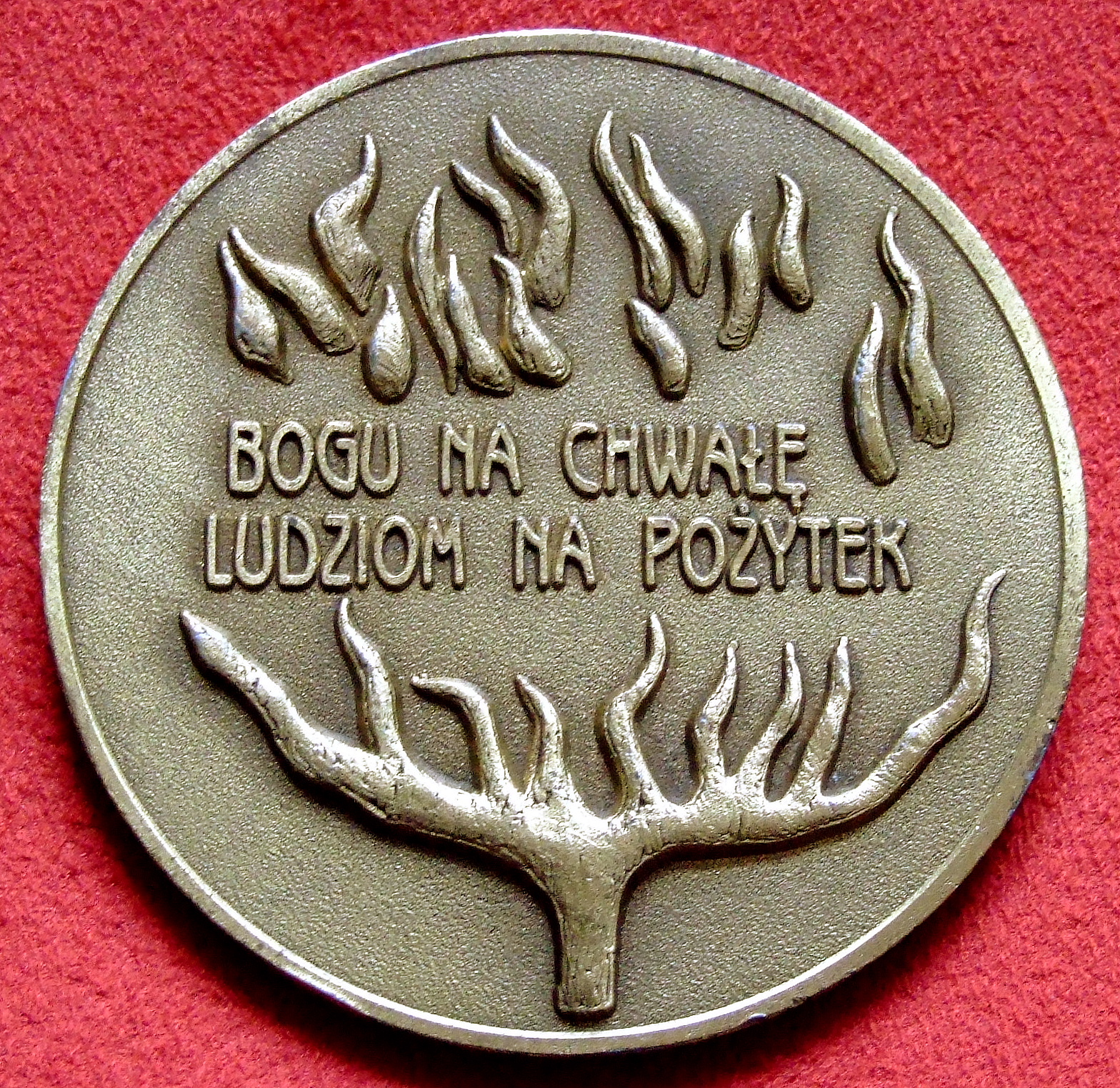
Gedenkmünze Johannes Hellmann 2008, Rückseite; Übersetzung des polnischen Textes: Zur Ehre Gottes – Zum Wohl des Volkes

Sein Sohn Hans Hellmann war Oberleutnant zur See der Kaiserlichen Marine, auf dem Kanonenboot Iltis stationiert und wurde 1900 beim Kampf um die Taku-Forts in Chinas tödlich verwundet.
2016 wurde Johannes Hellmann zu Ehren durch die Deutsche Minderheit in Gogolin eine Gedenktafel gestiftet, der Standort für die Tafel wird noch ermittelt.